# Appeldorn

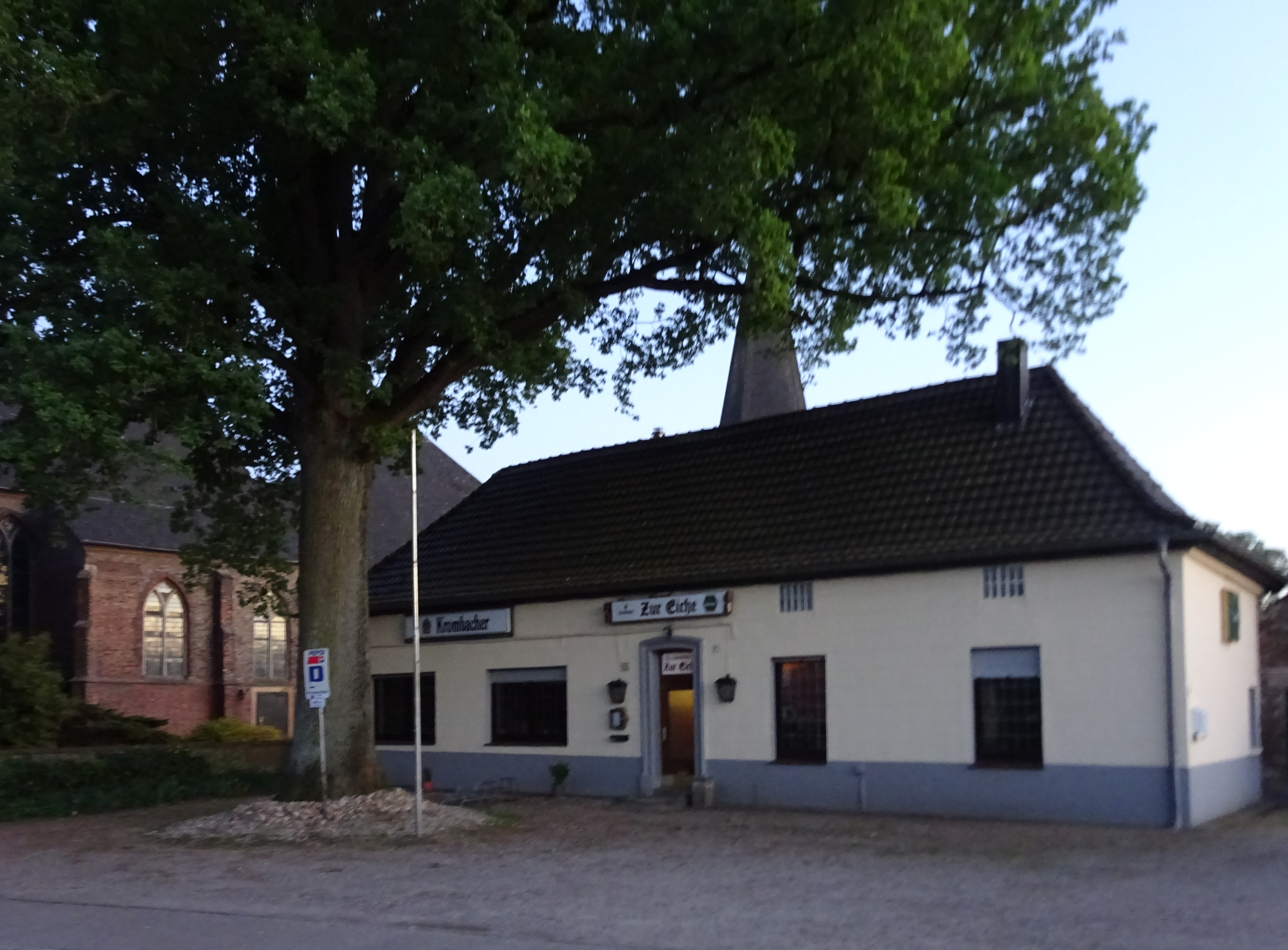
St. Lambertus-Straße

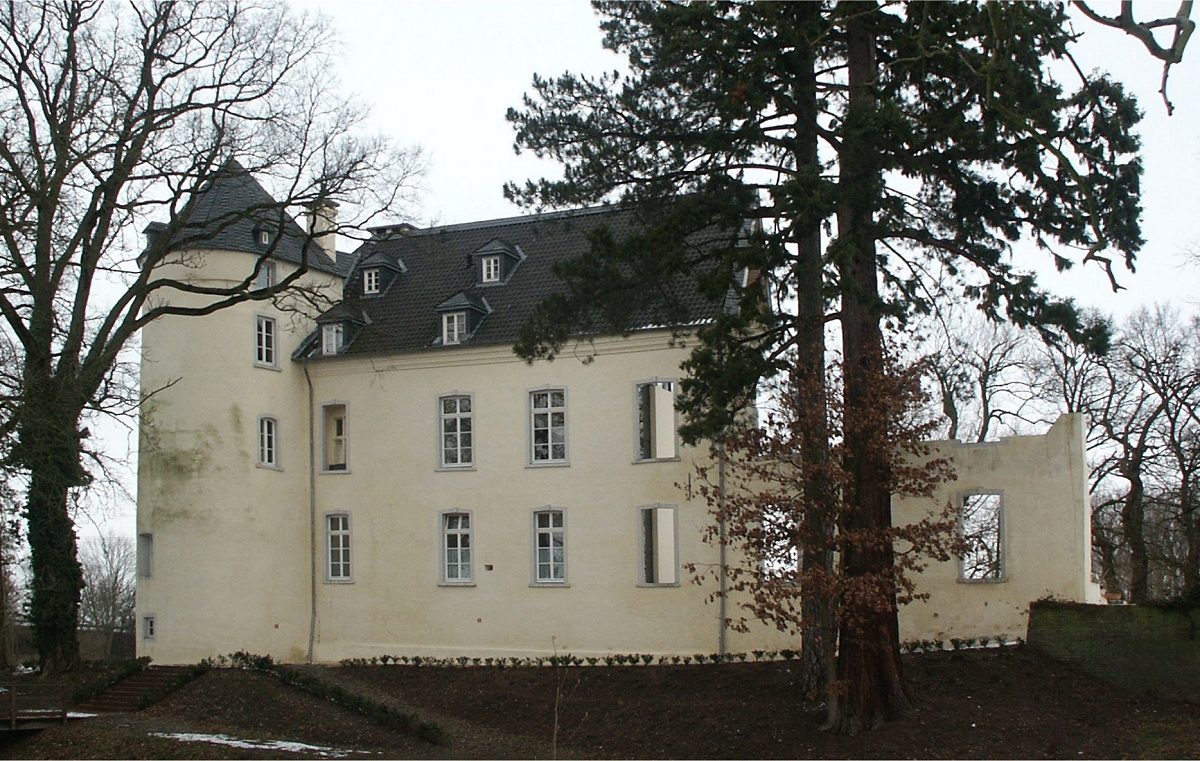
Burg Boetzelaer

Appeldorn ist ein Ortsteil der Stadt Kalkar am linken unteren Niederrhein. Er liegt im Südosten des Gebietes der Stadt Kalkar in der Rheinniederung. Ende 2023 hatte Appeldorn 1565 Einwohner.

## Geographie
Am Naturschutzgebiet Boetzelaer Meer, einem ehemaligen Rheinarm, liegt Burg Boetzelaer, eine zum Hotel umgebaute ehemalige Wasserburg, die auch für kulturelle Veranstaltungen genutzt wird. Im Garten wächst ein Mammutbaum (Naturdenkmal Kalkar ND06).

## Geschichte
Im nahegelegenen Klever Reichswald und im Umfeld des heutigen Ortes fand im Frühjahr 1945 die sogenannte Schlacht im Reichswald statt. In dieser Schlacht um den Niederrhein wurde der Ort schwer in Mitleidenschaft gezogen.
Am 1. Juli 1969 wurde Appeldorn nach Kalkar eingemeindet.

## Wirtschaft
Appeldorn ist Standort der Zuckerfabrik Pfeifer & Langen.

## Sehenswürdigkeiten
Eines der sehenswertesten Gebäude im Ort ist die St.-Lambertus-Kirche. Sie besteht aus einem alten und einem neuen Teil.
Am Fatimaweg, im Außengebiet des Dorfes, befindet sich eine Fatima-Kapelle. An diesem Weg befindet sich ebenfalls ein besonders dicker Birnbaum (Naturdenkmal Kalkar ND 07).

## Bildergalerie

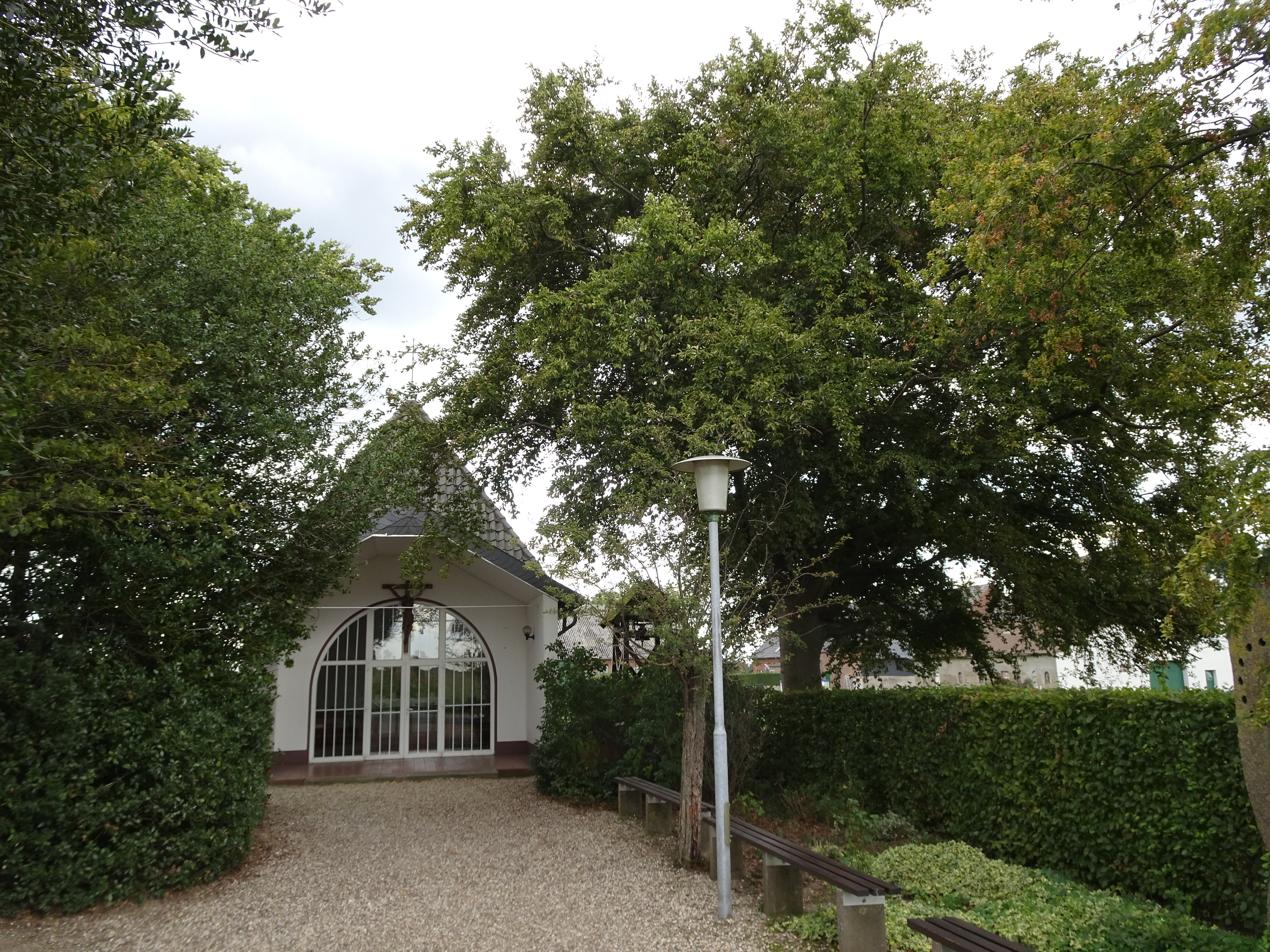
Fatima-Kapelle
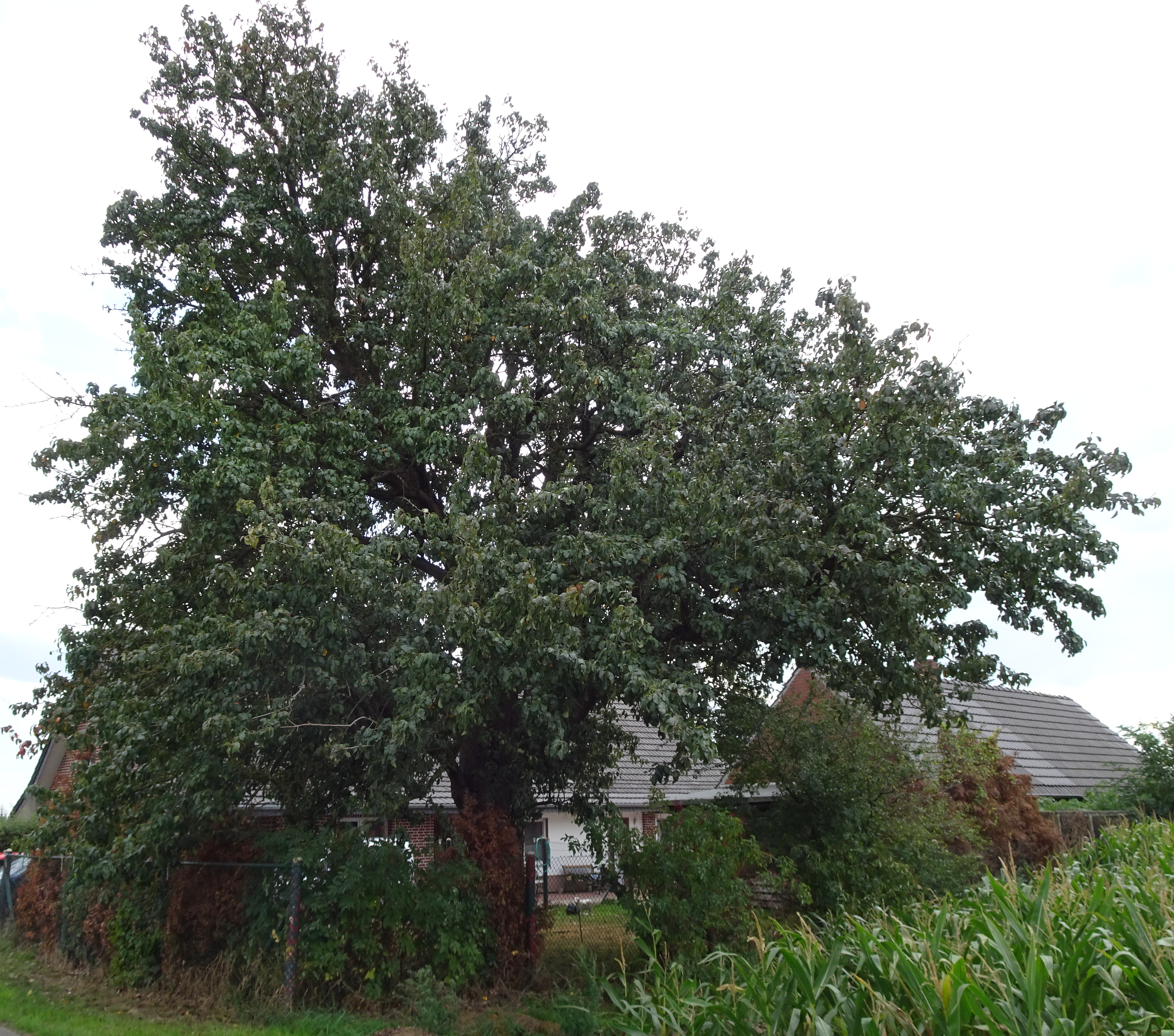
Birnenbaum am Fatimaweg
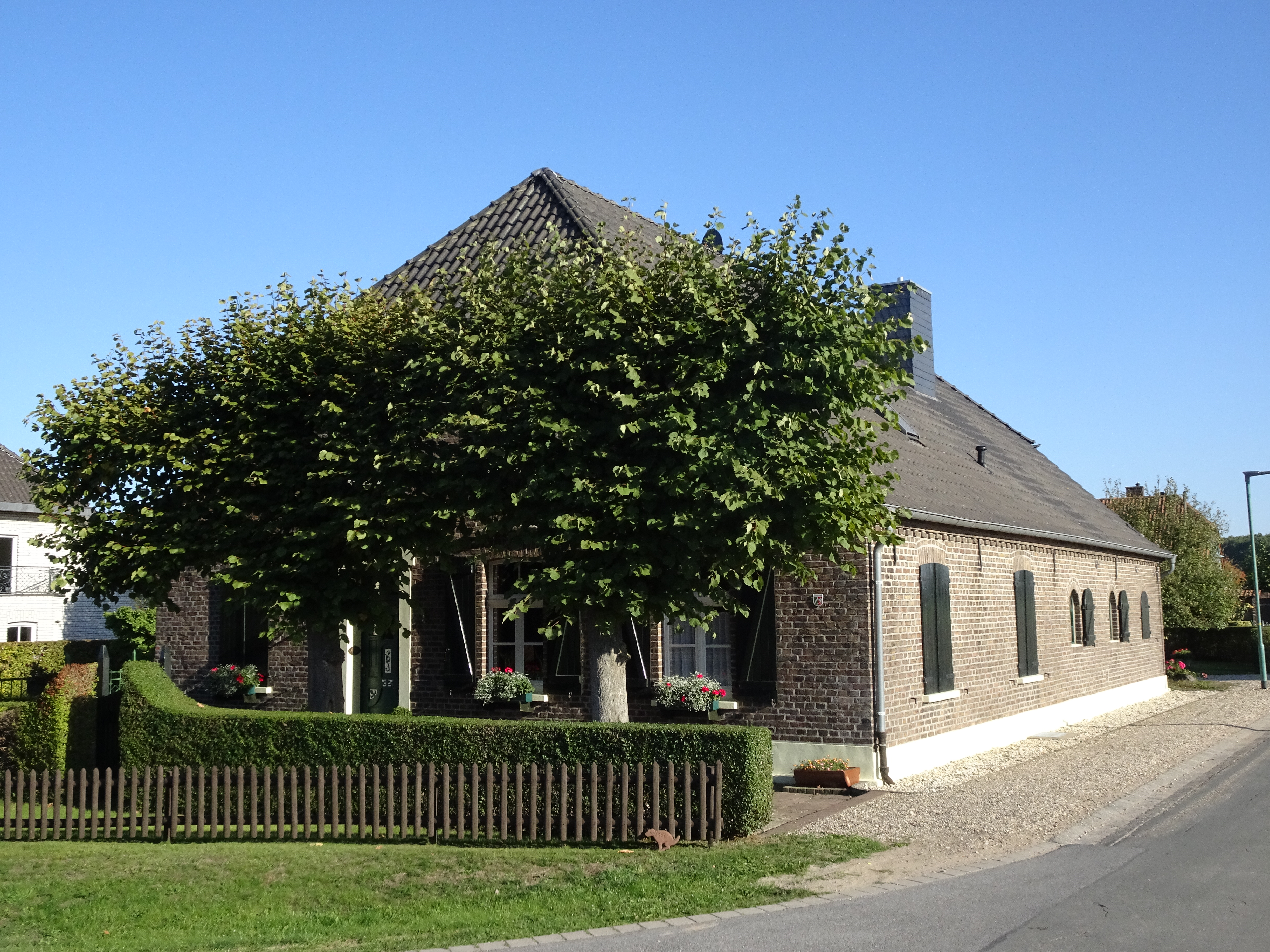
Baudenkmal am Eselsweg
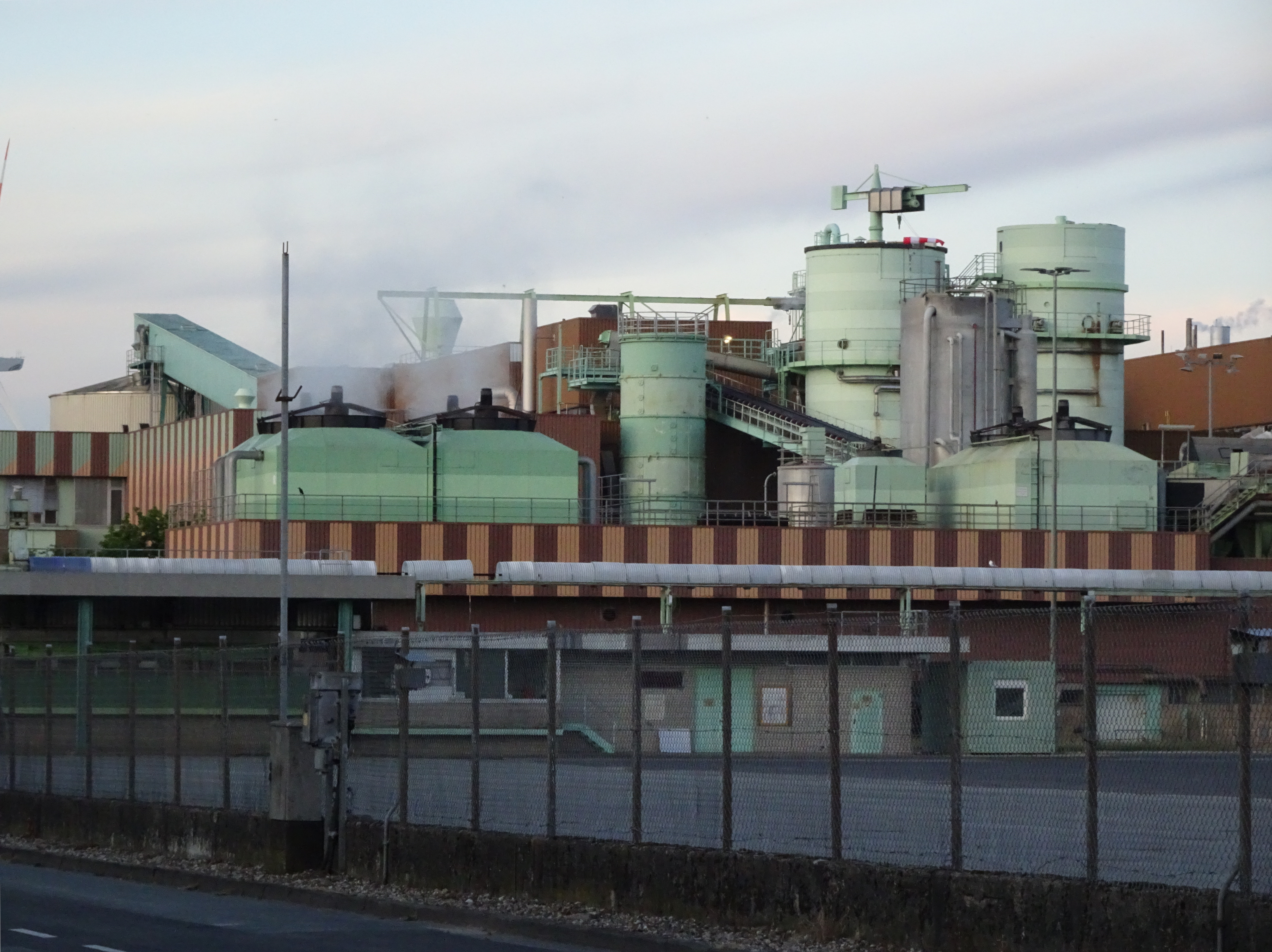
Zuckerfabrik Pfeifer & Langen

## Persönlichkeiten
In Appeldorn wuchs in den 1950er und 1960er Jahren der Politiker Jürgen Möllemann auf.